# Pracakcje
Pracakcje – inaczej pracowakacje (eng. workation) to rodzaj pracy zdalnej, w której pracownik opuszcza miejsce zamieszkania, by wykonywać obowiązki z innego, bardziej atrakcyjnego turystycznie miejsca.
Pracowakacje nie zostały zdefiniowane w Kodeksie pracy, ale można je realizować w ramach porozumienia pomiędzy pracodawcą i pracownikiem. Do prawidłowego zorganizowania pracakcji niezbędny jest regulamin pracy na wakacjach, który określa wszystkie najważniejsze kwestie dotyczące pracakcji, takie jak godziny pracy, miejsce wykonywania obowiązków i sposób dokumentowania pracy.

## Regulamin pracowakacji
Aby pracakcje mogły być skutecznie realizowane w organizacji, niezbędne jest stworzenie regulaminu, który będzie określał wszystkie najważniejsze kwestie dotyczące pracy podczas wakacji. Stworzenie regulaminu pozwala zachować porządek w firmie i daje pracownikom jasne zasady dotyczące składania wniosku o pracakcje i sposobu pracy w ich trakcie.
Do najważniejszych kwestii wymagających określenia w regulaminie, należą:
- określenie zasad aplikowania o pracowakacje – zgłaszanie specjalnego typu nieobecności w programie do ewidencji czasu pracy, prywatne ustalenia z przełożonym, itp.; zapobiegają sytuacji, w których pracownicy wyjeżdżają na pracakcje bez wcześniejszego ustalenia tego z przełożonym;
- ustalenia dotyczące określenia miejsca wykonywania obowiązków – aby pracodawca wiedział, gdzie jest jego pracownik i mógł sprawdzić, czy wykonuje obowiązki z ustalonego miejsca;
- określenie dopuszczalnej długości pracowakacji;
- ustalenia dotyczące pracy w innej strefie czasowej;
- sposób ewidencjonowania czasu pracy pracownika na pracakcjach;
- sposób dokumentowania pracy pracownika;
- metody i częstotliwość komunikowania się pracownika;
- ustalenia i zmiany w wymiarze czasu pracy pracownika.

Regulamin pracowakacji powinien zostać ustalony w oparciu o dobre praktyki dotyczące pracy zdalnej i pracy hybrydowej, a także w porozumieniu z pracownikami, by ustalić takie zasady, które zadowolą zarówno pracowników jak i pracodawców.

## Praca w innej strefie czasowej
To specjalny przypadek pracakcji, w ramach którego pracownik wyjeżdża do innej strefy czasowej od tej, która obowiązuje w firmie. W takim wypadku, ze względu na konieczność pracy asynchronicznej, należy określić, w które dni i o której godzinie pracownik powinien być dostępny, by móc współpracować z resztą zespołu, a w jakim czasie będzie wykonywał obowiązki niezależnie od pozostałych pracowników. Mimo że taki tryb pracy może powodować problemy z organizacją, ma również potencjał, by przynieść korzyści firmie – na przykład w sytuacji firmy z jednego kraju działającej na rynek międzynarodowy. W takim przypadku, osoba wyjeżdżająca do innej strefy czasowej może obsługiwać klientów, którzy komunikują się w godzinach poza pracą organizacji.